# 中國香港中國國術龍獅總會
中國香港中國國術龍獅總會（英語：Chinese Martial Arts Dragon and Lion Dance Association of Hong Kong, China）是專門管轄香港舞獅、舞龍和國術事務的組織。該組織的前身為成立於1969年的香港中國國術總會。2006年，香港中國國術總會會易名為現有的名字。
現時，中國香港中國國術龍獅總會旗下的主要比賽是各舞獅、舞龍和國術公開賽。

## 資料來源
1. ↑  .   [2013-12-21]. （原始内容存档于2013-07-23）. （页面存档备份，存于）

## 外部連結
- 官方网站 （页面存档备份，存于）